# Knockgarry
Knockgarry ist ein ehemaliges Pfarrhaus in Stornoway, dem Hauptort der schottischen Hebrideninsel Lewis and Harris. 1971 wurde das Bauwerk in die schottischen Denkmallisten in der Denkmalkategorie C aufgenommen.

## Beschreibung
Das Gebäude steht abseits der A866 am Ostrand von Stornoway nahe der benachbarten Ortschaft Sandwick. Es wurde um das Jahr 1811 errichtet, möglicherweise unter Wiederverwendung älterer Fragmente, und im Laufe der Jahre überarbeitet.
Die nordexponierte Hauptfassade des zweigeschossigen Gebäudes ist drei Achsen weit. Bei dem mittig aus der Fassade heraustretenden Flachdach-Vorbau mit der Eingangstüre handelt es sich um eine spätere Ergänzung. In die verputzten Fassaden sind im Erdgeschoss zwölfflächige beziehungsweise im Obergeschoss vierflächige Sprossenfenster mit farblich abgesetzten Natursteineinfassungen eingelassen. Das abschließende Satteldach mit giebelständigen Kaminen ist schiefergedeckt. Rückwärtig schließen sich Anbauten an.